# Tag und Nacht
Tag und Nacht – czwarty album studyjny zespołu Schiller, wydany w 2005 roku. Promującym płytę singlem jest "Die Nacht ...Du bist nicht allein" (z gościnnym występem niemieckiego rapera Thomasa D), oraz "Der Tag ...Du bist erwacht". Do współpracy przy nagrywaniu albumu Christopher von Deylen zaprosił również takie osobistości ze świata muzyki jak: Mike Oldfield, Kim Sanders, Moya Brennan, Jette von Roth, Tarja Turunen, Gary Wallis.

## Lista utworów

### CD 1
1. „Willkommen” – 1:09
2. „Nachtflug” – 05:44
3. „Die Nacht...Du Bist Nicht Allein” (mit Thomas D) – 4:35
4. „What's Coming” (mit Jette von Roth) – 4:26
5. „Sonnenaufgang” – 3:17
6. „Miles and Miles” (mit Moya Brennan) – 4:36
7. „Schritt der Zeit” – 3:00
8. „I Know” (mit Kim Sanders) – 4:57
9. „Morgentau” (mit Mike Oldfield) – 4:13
10. „Berlin Bombay” – 4:45
11. „Der Tag...Du Bist Erwacht” (mit Jette von Roth) – 4:00
12. „Lichtwerk” – 3:38
13. „Falling” (mit Moya Brennan) – 5:24
14. „Jahresringe” – 3:31
15. „I Saved You” (mit Kim Sanders) – 4:38
16. „Irrlicht” – 3:18
17. „Feuerwerk” – 5:04
18. „Sleepy Storm” (mit Jette von Roth) – 5:10
19. „Eine Stunde” (aus dem film Yamamoto's Labyrinth) – 1:32

### CD 2 (edycja limitowana)
1. „Tired of Being Alone” (mit Tarja Turunen) – 4:38
2. „Tag und Nacht Schill Out Mix” – 11:35
3. „More” mit Milù – 5:40
4. „Die Nacht” (schill out mix) – 5:28
5. „Das Glockenspiel” (live) – 5:39

## Single
1. "Die Nacht...Du Bist Nicht Allein" (mit Thomas D) (2005)
2. "Der Tag...Du Bist Erwacht" (mit Jette von Roth) (2006)